# Тотемское викариатство
Тоте́мское викариа́тство — викариатство Вологодской епархии Русской православной церкви.
Учреждено 21 августа 1868 года. Названо по городу Тотьма Вологодской губернии. Упразднено 30 января 1888 года, но в послереволюционный период возобновлялась. После 1930 года не замещалось.

## Епископы
- 13 октября 1868 — 4 ноября 1874 — Павел (Попов)
- 16 февраля 1875 — 9 сентября 1876 — Варлаам (Чернявский)
- 26 июня 1921 — 14 ноября 1922 — Кирилл (Ильинский)  уклонился в обновленчество
- 19 декабря 1927 — 29 ноября 1929 — Аполлос (Ржаницын)
- июль — август 1930 — Гавриил (Абалымов)  из-за противодействия со стороны вологодских властей был вынужден возвратиться в Москву